# ديلروي بيرسون
ديلروي بيرسون (بالإنجليزية: Delroy Pearson)‏ هو مغني بريطاني، ولد في 11 أبريل 1970 في إيزلينغتون ‏ في المملكة المتحدة.

## روابط خارجية
- ديلروي بيرسون على موقع IMDb (الإنجليزية)